# Tour de Münster 2019
La 14e édition du Tour de Münster a eu lieu le 3 octobre 2019 entre Emsdetten et Münster, sur une distance de 193,3 kilomètres. Elle fait partie du calendrier UCI Europe Tour 2019 en catégorie 1.HC.

## Présentation

### Équipes
Vingt-cinq équipes sont au départ de la course : dix équipes UCI WorldTeam, dix équipes continentales professionnelles et cinq équipes continentales.
| WorldTeams (10)- Bora-hansgrohe - Deceuninck-Quick Step - Team Sunweb - Lotto Soudal - Dimension Data - Ineos - Team Jumbo-Visma - Katusha-Alpecin - Trek-Segafredo - UAE Team Emirates Équipes continentales professionnelles (10)- Israel Cycling Academy - Gazprom-RusVelo - Rally UHC Cycling - Roompot-Charles - Sport Vlaanderen-Baloise - Arkéa-Samsic - Total Direct Énergie - Vital Concept-B&B Hotels - Wanty-Groupe Gobert - Corendon-Circus Équipes continentales (5)- Bike Aid - Heizomat Rad-Net - Dauner D&DQ-Akkon - Lotto-Kern-Haus - Team Sauerland NRW p/b SKS GERMANY |
| |

## Classement final
| \| Classement général \| Classement général \| Classement général \| Classement général \| Classement général \| \| Coureur \| Coureur \| Pays \| Équipe \| Temps \| \| ------------------ \| ------------------ \| ------------------ \| ------------------------ \| ------------------ \| \| 1er \| Álvaro Hodeg \| Colombie \| Deceuninck-Quick Step \| 4 h 26 min 39 s \| \| 2e \| Pascal Ackermann \| Allemagne \| Bora-Hansgrohe \| + 0 s \| \| 3e \| Tim Merlier \| Belgique \| Corendon-Circus \| + 0 s \| \| 4e \| Fernando Gaviria \| Colombie \| UAE Team Emirates \| + 0 s \| \| 5e \| Max Walscheid \| Allemagne \| Team Sunweb \| + 0 s \| \| 6e \| Mike Teunissen \| Pays-Bas \| Team Jumbo-Visma \| + 0 s \| \| 7e \| Christophe Noppe \| Belgique \| Sport Vlaanderen-Baloise \| + 0 s \| \| 8e \| Piet Allegaert \| Belgique \| Sport Vlaanderen-Baloise \| + 0 s \| \| 9e \| Roy Jans \| Belgique \| Corendon-Circus \| + 0 s \| \| 10e \| Niccolò Bonifazio \| Italie \| Total Direct Énergie \| + 0 s \| |                   |           |                          |                 |
| |                   |           |                          |                 |
| Source : ProCyclingStats |                   |           |                          |                 |
| Classement général |                   |           |                          |                 |
| Coureur | Coureur           | Pays      | Équipe                   | Temps           |
| 1er | Álvaro Hodeg      | Colombie  | Deceuninck-Quick Step    | 4 h 26 min 39 s |
| 2e | Pascal Ackermann  | Allemagne | Bora-Hansgrohe           | + 0 s           |
| 3e | Tim Merlier       | Belgique  | Corendon-Circus          | + 0 s           |
| 4e | Fernando Gaviria  | Colombie  | UAE Team Emirates        | + 0 s           |
| 5e | Max Walscheid     | Allemagne | Team Sunweb              | + 0 s           |
| 6e | Mike Teunissen    | Pays-Bas  | Team Jumbo-Visma         | + 0 s           |
| 7e | Christophe Noppe  | Belgique  | Sport Vlaanderen-Baloise | + 0 s           |
| 8e | Piet Allegaert    | Belgique  | Sport Vlaanderen-Baloise | + 0 s           |
| 9e | Roy Jans          | Belgique  | Corendon-Circus          | + 0 s           |
| 10e | Niccolò Bonifazio | Italie    | Total Direct Énergie     | + 0 s           |

## Classements UCI
La course attribue aux coureurs le même nombre de points pour l'UCI Europe Tour 2019 et le Classement mondial UCI.
| Position           | 1er | 2e  | 3e  | 4e  | 5e | 6e | 7e | 8e | 9e | 10e | 11e | 12e | 13e | 14e | 15e | 16e à 30e | 31e à 40e |
| Classement général | 200 | 150 | 125 | 100 | 85 | 70 | 60 | 50 | 40 | 35  | 30  | 25  | 20  | 15  | 10  | 5         | 3         |